# Les Comes (Castellbell i el Vilar)
Les Comes, també conegut com la Riereta, és una caseria del municipi de Castellbell i el Vilar, a la comarca del Bages. És situada a l'extrem oriental del terme a la vall de la riera de Rellinars, vora la confluència amb el torrent del Cellers, entre la serra de l'Obaga Fosca i el Llom dels Pivers, tocant al municipi de Rellinars. S'hi accedeix per la carretera local B-122.
És a 4 km del Burés i a 5 km del Vilar i del Borràs, i a 3 km de Rellinars.
Les Comes tenia 56 habitants censats el 2006.